# Russ Gibson

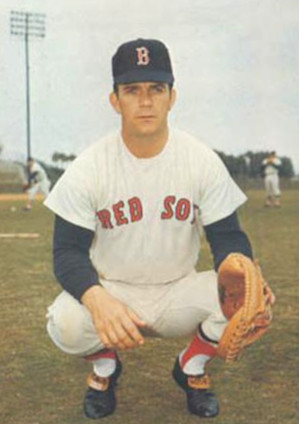
Russ Gibson

John Russell "Russ" Gibson (6 mei 1939 - 27 juli 2008) was een Amerikaans honkballer in de Major League Baseball. Hij was een rechtshandige catcher.
Russ Gibson speelde eerst tien jaar in de minors voordat hij als backup catcher bij de Boston Red Sox werd gehaald. Hij maakte zijn debuut op 28-jarige leeftijd in de wedstrijd tegen de New York Yankees, waarin hij en mededebutant pitcher Billy Rohr de Yankees van scoren houden en op de laatste uit na bijna een nohitter laten noteren. Hij maakt ook aanvallend zijn bijdrage door 2 uit 4 te slaan en een run te scoren. De wedstrijd eindigt in 3-0. Zijn beste seizoen beleefde hij in 1969. Hij noteerde een slaggemiddelde van .251 (72-287) in 85 wedstrijden, en slaat 3 homeruns. Hij scoorde 21 runs en liet 27 RBI noteren. Voor het seizoen in 1970 wordt hij door de Red Sox aan de San Francisco Giants verkocht. Daar speelt hij tot einde seizoen in 1972.
In zijn totale -zes seizoenen durende- carrière komt hij uit op een slaggemiddelde van .228 (181-794) in 264 wedstrijden. Hij slaat 34 doubles, 4 triples en 8 homeruns en laat 78 RBI noteren. Daarnaast scoort hij zelf 49 runs en steelt 2 honken. 
Hij overleed 27 juli 2008 op 69-jarige leeftijd.